# System 16 Universal
Le System 16 Universal est un système d'arcade créé par la société Namco en 1983.

## Description
Le System 16 Universal lancé par Namco en 1983 n'a rien à voir avec le System 16 de Sega.
Le processeur central du System 16 Universal est un Motorola M6809. Pour la première fois, Namco introduit le M68000 sur ses PCB en tant que processeur secondaire. Le son est pris en charge par un Motorola M6809 aidé par une puce Namco custom 8 canaux 4-bit WSG.

## Spécifications techniques

### Processeurs
- Processeur central : Motorola M6809 cadencé à 1,536 MHz
- Processeur secondaire : Motorola 68000 cadencé à 6,144 MHz

### Affichage
- Résolution : 288 × 324
- Palette de 800 couleurs

### Audio
- Processeur central : Motorola M6809 cadencé à 1,536 MHz
- Puce audio : Namco Custom 8 canaux 4-bit WSG cadencée à 0,024 MHz
- Capacité audio : Mono

## Liste des jeux
| Titre         | Développeur | Éditeur | Système             | Genre | Date |
| ------------- | ----------- | ------- | ------------------- | ----- | ---- |
| Libble Rabble | Namco       | Namco   | System 16 Universal |       | 1983 |
| Toypop        | Namco       | Namco   | System 16 Universal |       | 1986 |